# Johnny I Hardly Knew Ye
Johnny I Hardly Knew Ye è una canzone tradizionale irlandese che si esprime contro la guerra e contro il reclutamento militare. Rappresentò inoltre la base per la popolare canzone statunitense "When Johnny Comes Marching Home". Nonostante non esista nessuna versione pubblicata prima del 1863 ("When Johnny Comes Marching Home Again" ), questo canto viene considerato risalente ai primi del XIX secolo, quando le truppe irlandesi combattevano per la Compagnia Britannica delle Indie Orientali.
La canzone venne reinterpretata nel 1979 dalla band punk rock The Clash nel brano English Civil War. Venne interpretata poi anche dai Dropkick Murphys nell'album The Meanest of Times con il titolo di Johnny I Hardly Knew Ya, anche se il testo era stato parecchio modificato e ritoccato, mantenendo però l'accezione antimilitarista.
La versione originale si riferisce a soldati provenienti da Athy, nella contea di Kildare, che combatterono nel "Sulloon" (Ceylon, odierno Sri Lanka) per la già citata Compagnia delle Indie Orientali Britannica. È diventata una canzone contro la guerra.
La seguente è la versione più diffusa oggi della canzone. L'ultima parte pare essere un'aggiunta recente, posteriormente al 1922. Alcune varianti comuni sono riportate dopo il testo della canzone.

## Testo della canzone

### Lingua originale
While goin' the road to sweet Athy, hurroo, hurroo

While goin' the road to sweet Athy, hurroo, hurroo

While goin' the road to sweet Athy

A stick in me hand and a drop in me eye

A doleful damsel I heard cry,

Johnny I hardly knew ye.
With your guns and drums and drums and guns, hurroo, hurroo

With your guns and drums and drums and guns, hurroo, hurroo

With your guns and drums and drums and guns

The enemy nearly slew ye

Oh my darling dear, Ye look so queer

Johnny I hardly knew ye.

Where are your eyes that were so mild, hurroo, hurroo

Where are your eyes that were so mild, hurroo, hurroo

Where are your eyes that were so mild

When my heart you so beguiled?

Why did ye run from me and the child?

Oh Johnny, I hardly knew ye.

Where are your legs that used to run, hurroo, hurroo

Where are your legs that used to run, hurroo, hurroo

Where are your legs that used to run

When you went for to carry a gun

Indeed your dancing days are done

Oh Johnny, I hardly knew ye.

I'm happy for to see ye home, hurroo, hurroo

I'm happy for to see ye home, hurroo, hurroo

I'm happy for to see ye home

All from the island of Sulloon

So low in flesh, so high in bone

Oh Johnny I hardly knew ye.

Ye haven't an arm, ye haven't a leg, hurroo, hurroo

Ye haven't an arm, ye haven't a leg, hurroo, hurroo

Ye haven't an arm, ye haven't a leg,

Ye're an armless, boneless, chickenless egg,

Ye'll have to be put with a bowl out to beg,

Oh Johnny I hardly knew ye.

They're rolling out the guns again, hurroo, hurroo

They're rolling out the guns again, hurroo, hurroo

They're rolling out the guns again,

But they never will take our sons again,

No they never will take our sons again,

Johnny I'm swearing to ye.

### Traduzione
Percorrendo la strada per la dolce Anthy, ohimè, ohimè,
Percorrendo la strada per la dolce Anthy, ohimè, ohimè,
Percorrendo la strada per la dolce Anthy
Con un bastone in mano e una lacrima all'occhio
Sentii gridare una dolente fanciulla :
Johnny, a stento ti ho riconosciuto.
Ritornello:
Coi tuoi fucili e i tamburi e tamburi e fucili, ohimè, ohimè,
Coi tuoi fucili e i tamburi e tamburi e fucili, ohimè, ohimè,
Coi tuoi fucili e i tamburi e tamburi e fucili
Il nemico ti ha quasi ammazzato
Oh, mio caro, mio caro, sembri così strano,
Johnny, a stento ti ho riconosciuto.
Dove sono quegli occhi che erano così buoni, ohimè, ohimè,
Dove sono quegli occhi che erano così buoni, ohimè, ohimè,
Dove sono quegli occhi che erano così buoni,
Quando il mio cuore tanto incantavi
Perché sei scappato da me e da tuo figlio?
Johnny, a stento ti ho riconosciuto.
Dove sono le gambe con cui correvi, ohimè, ohimè,
Dove sono le gambe con cui correvi, ohimè, ohimè,
Dove sono le gambe con cui correvi
Quando per la prima volta andasti a portare un fucile,
Certo che i giorni delle feste da ballo sono finite:
Johnny, ti conoscevo appena.
Ti manca un braccio, ti manca una gamba, ohimè, ohimè,
Ti manca un braccio, ti manca una gamba, ohimè, ohimè,
Ti manca un braccio, ti manca una gamba,
Sei un monco senz'ossa come un uovo senza il pulcino
Dovrai pigliare un piattino e andare a mendicare,
Johnny, ti conoscevo appena.
Sono contenta di vederti a casa, ohimè, ohimè,
Sono contenta di vederti a casa, ohimè, ohimè,
Sono contenta di vederti a casa,
Tornato dall'isola di Ceylon;
Con poca carne addosso ma tante ossa in vista,
Oh, Johnny, conoscevo appena
Stanno tirando fuori ancora i cannoni, ohimè, ohimè,
Stanno tirando fuori ancora i cannoni, ohimè, ohimè,
Stanno tirando fuori ancora i cannoni,
Ma non si prenderanno mai più i nostri figli,
No, non si prenderanno mai più i nostri figli,
Johnny, te lo giuro.

## Varianti comuni
- Il ritornello "With your guns and drums and drums and guns" è a volte sostituito da "With your drums and guns and guns and drums."
- "Why did ye skedaddle from me and the child?" a volte rimpiazza "Why did ye run from me and the child?"
- "Ceylon" può sostituire "Sulloon".

## Nella cultura di massa
Una versione della canzone è presente nel film di Stanley Kubrick Il dottor Stranamore, ovvero: come imparai a non preoccuparmi e ad amare la bomba, durante le scene del bombardiere B-52 che vola verso la Russia.
Nella pubblicità della Seat Altea XL andata in onda nel 2007 c'è una versione dei Foreign Feathers.
Compare nel film di animazione 'Z la formica', quando le formiche partono per una missione contro le termiti.
Il tema venne utilizzato per la serie cinematografica Die Hard.
La canzone viene anche citata nel libro di Giancarlo De Cataldo "I traditori".
Viene utilizzata come sigla di chiusura nell'episodio 25 dell'anime Black Lagoon.